# Jan Achenbach
Jan Drewes Achenbach (Leeuwarden, 20 de agosto de 1935) é um engenheiro estadunidense nascido nos Países Baixos.
Estudou engenharia aeronáutica na Universidade Técnica de Delft, de 1953 a 1959, doutorado pela Universidade de Stanford, em 1962.

## Livros
- —— (1973). Wave propagation in elastic solids. Col: North-Holland Series in Applied Mathematics and Mechanics. [S.l.]: North-Holland. ISBN 0-7204-0325-1
- —— (1975). A theory of elasticity with microstructure for directionally reinforced composites. [S.l.]: Springer. ISBN 978-3-211-81234-1
- ——; Gautesen, A. K.; McMaken, H. (1982). Ray methods for waves in elastic solids. [S.l.]: Pitman Advanced Pub. Program. ISBN 0-273-08453-4
- Achenbach, J. D. (2003). Reciprocity in elastodynamics. [S.l.]: Cambridge University Press. ISBN 978-0-521-81734-9